# カラマリ・ユニオン
『カラマリ・ユニオン』（原題：Calamari Union）は、アキ・カウリスマキ監督による1985年のフィンランド映画。労働者階級からの脱出と挫折を、モノクロのフィルム・ノワールスタイルで風刺的・寓意的に描いた不条理コメディである。

## あらすじ
労働者の街ヘルシンキ・カリオ。ここでの抑圧的な暮らしに嫌気がさしたカラマリ・ユニオンこと15人の“フランク”たちは、「街の反対側」にある高級住宅地エイラを目指して旅立つ。あらゆる経路や伝手を模索する彼らだが、ある者は命を落とし、ある者は裏切られ、次々と脱落する。